# تیماتیک

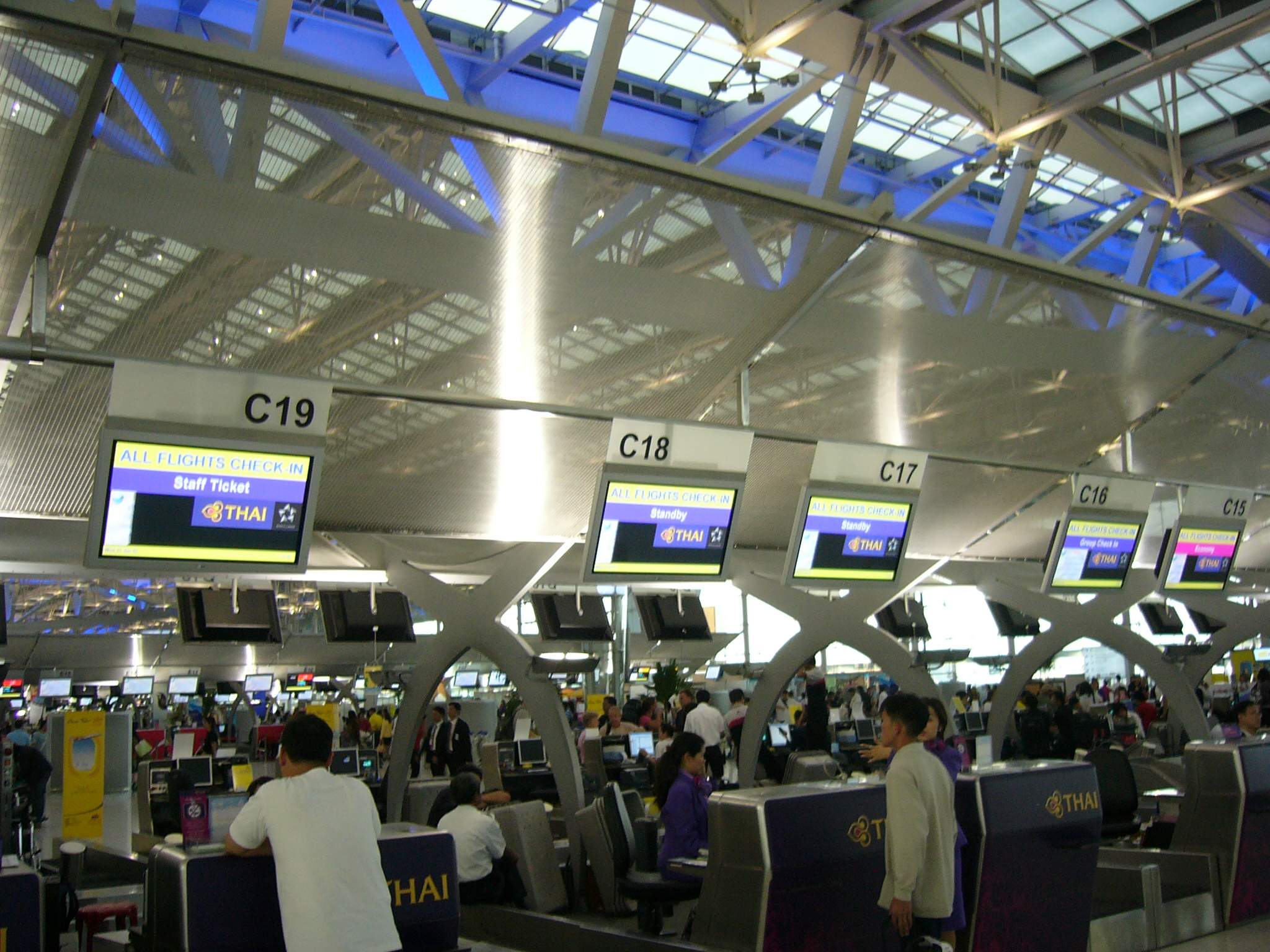
پیشخوان پذیرش فرودگاه، جایی که از تیماتیک استفاده می‌شود.

تیماتیک (به انگلیسی: Timatic) پایگاه داده برای مدارک مورد نیاز مسافران بین‌المللی است. «Timatic» مخفف عبارت «Travel Information Manual Automatic» به معنی «راهنمای سفر اطلاعات خودکار» است. این پایگاه داده برای تشخیص اینکه آیا مسافر می‌تواند جابه‌جا شود یا خیر، توسط کارکنان فرودگاه استفاده می‌شود. همچنین شرکت‌های هواپیمایی و آژانس‌های مسافرتی از آن برای ارائه اطلاعات به مسافران در زمان رزرو بلیت، استفاده می‌کنند. این امر برای شرکت‌های هواپیمایی بسیار حائز اهمیت است از این رو که هر بار که مسافری که اسناد مسافرتی صحیح را به همراه ندارد حمل می‌کنند، توسط مسئولین اداره مهاجرت جریمه می‌شوند. همچنین شرکت هواپیمایی باید هزینه بازگرداندن آن مسافر به به فرودگاه مبدأ را نیز متقبل شود.
اطلاعات موجود در تیماتیک عبارتند از:
- الزامات و توصیه‌های گذرنامه
- الزامات و توصیه‌های روادید
- الزامات و توصیه‌های بهداشتی
- مالیات فرودگاهی که مسافر باید در فرودگاه مبدأ یا مقصد پرداخت کند
- مقررات گمرکی واردات و صادرات کالاها و حیوانات خانگی کوچک توسط مسافر
- مقررات واردات و صادرات ارز توسط مسافر

تیماتیک برای اولین بار در سال ۱۹۶۳ بنیان نهاده شد و توسط انجمن بین‌المللی حمل و نقل هوایی (باتا) اداره می‌شود. هر ساله مدارک مسافرتی بیش از ۵۰۰ میلیون مسافر با پایگاه داده تیماتیک تطبیق داده می‌شود. 
این پایگاه در قالب‌های متعددی در دسترس است از جمله:
1. تیماتیک - قابل دسترسی از طریق شبکه سیتا (SITA) [نیازمند منبع]
2. تیم - کتاب چاپی [نیازمند منبع]
3. تیماتیک‌وب- مبتنی بر شبکه[۱]
4. تیماتیک اکس‌ام‌ال[۱]
5. مرکز مسافرت یاتا، درگاه شبکه مصرف‌کننده[۲]